# Augusto Álvarez Rodrich
Augusto Aníbal Álvarez Rodrich (Lima, 12 de octubre de 1959) es un economista y periodista peruano. Es presentador de radio, televisión y periódico.

## Biografía
Hijo de Aníbal Álvarez Hoyos y Fanny Rodrich Franco.
Obtuvo su título de economista por la Universidad del Pacífico de Perú. Tiene un máster en Administración Pública por la Escuela de Gobierno John F. Kennedy de la Universidad de Harvard. También ha seguido cursos de especialización en la Universidad Stanford, Universidad de Mánchester y la Universidad de Northwestern.
Trabajó en el Grupo Apoyo desde 1980 hasta 2002. 
Fue vicepresidente de OSIPTEL durante el gobierno de Alberto Fujimori, cargo de confianza en el que fue ratificado en julio de 1996. Se mantuvo en el cargo hasta noviembre de 1998. 
Se desempeñó como director gerente de Apoyo Comunicaciones y editor de las revistas "Perú Económico", "Semana Económica" y "Debate". Asimismo, como director de Apoyo Opinión y Mercado y del Instituto Apoyo. Columnista del diario La República y panelista en Radio Programas del Perú.
Ha sido vicepresidente de la Comisión de Acceso y Salida del Mercado del Indecopi y director de Interbank. También ha participado como asesor en proyectos de organismos multilaterales y en varios procesos de privatización en el Perú, además de Colombia y Guatemala.
Fue director del diario Perú 21 desde su fundación hasta noviembre del 2008. Su despido de ese medio fue anunciado en el diario El Comercio a mediados de dicho mes. Fue conductor del programa radial Ampliación de Noticias de RPP Noticias y profesor asociado de la Universidad del Pacífico.
En 2009 ingreso a Radio Capital hasta 2013 que fue despedido por recorte de personal.
Fue director y conductor del programa televisivo Dos dedos de frente de Latina Televisión, también fue conductor en Radio Capital.
Fue moderador del Debate Presidencial 2006 de las elecciones presidenciales en Perú, entre Alan García y Ollanta Humala.
Entre 2010 y 2014, trabajó como conductor de los programas televisivos ATV Noticias - Primera Noticia (ATV) y Buenas noches (ATV+).
Actualmente escribe la columna "Claro y Directo" del diario La República y fue director de noticias de 90 segundos en Latina Televisión desde 2014 hasta 2017.

## Publicaciones
Autor de varios libros y ensayos académicos sobre privatización, sector público y reforma del Estado:
- “La implementación de políticas públicas en el Perú” (editor), 1995
- “El Poder en el Perú” (editor), 1993
- “Principios de Empresas Estatales y Privatización, 1992
- “Empresas Estatales y Privatización: Cómo reformar la actividad empresarial del Estado en el Perú”, 1991
- “Negociación Económica Internacional: La Experiencia del Perú”, 1990
- “Los Objetivos de las Empresas Estatales”, 1985.

Ha publicado también "Claro y Directo" (2010), que recopila sus columnas sobre periodismo escritas en Perú 21 y La República.

## Trayectoria televisiva
- 90 segundos (2014–17)
- La hora macabra (2011–12), junto a Rosa María Palacios.
- Buenas noches (2011–14)
- ATV noticias - Primera noticia (2010–14)
- Dos dedos de frente (2005–06), junto a Juan Carlos Tafur.
- Rueda de prensa (2003–04)